# Glenea pulchra
Glenea pulchra är en skalbaggsart som beskrevs av Aurivillius 1926. Glenea pulchra ingår i släktet Glenea och familjen långhorningar.
Artens utbredningsområde är:
- Laos.
- Myanmar.
- Taiwan.

Inga underarter finns listade i Catalogue of Life.